# Omias globulus
Omias globulus — вид долгоносиков-скосарей из подсемейства Entiminae.

## Описание
Жук длиной 2,3—2,6 мм, имеет довольно равномерную чёрную окраску. Точечные бороздки слабо заметны. Головторубка на вершине явственно расширена. Второй сегмент усиков явственно длиннее первого. Надкрылья широкояйцевидные или овальные.

## Экология
Населяет степи и лесостепи.